# Quatuor concertant
Das Quatuor concertant ist eine besondere Form des Streichquartetts, die sich um 1775 in Paris entwickelte und bis zur Französischen Revolution eine der führenden Gattungen in der Pariser Musikkultur blieb.

## Begriff
Die Bezeichnung Quatuor concertant findet sich auf zahlreichen in Paris erschienenen Notendrucken von Streichquartetten, von denen nicht alle auch formal dem Typus des konzertanten Streichquartetts entsprechen. Während der Begriff zunächst vielleicht einfach die solistische Besetzung betont, findet er ab etwa 1776 vor allem für Streichquartette Verwendung, in denen die verschiedenen Stimmen abwechselnd die führende Rolle übernehmen.

## Charakteristik
Die Quatuors concertants sind in der Regel zweisätzig, seltener dreisätzig. Die zweisätzigen Werke bestehen meist aus einem Allegro als erstem und einem Rondo oder Variationssatz als zweitem Satz. In den dreisätzigen Stücken folgt auf das erste Allegro meist ein langsamer Satz und ein schnelles Allegro oder Presto als Finale. Charakteristisch für das Quatuor concertant sind die abwechselnden Soli verschiedener Stimmen (wobei teilweise auch das Cello einbezogen wird), eingängige, nicht selten opernhafte Melodien sowie ein großer Einfallsreichtum im harmonischen, rhythmischen und melodischen Detail. Deutliche Parallelen bestehen zur gleichzeitig in Paris gepflegten Symphonie concertante. Eine Sonderform stellt das Quatuor d’airs connus dar, das aus Variationssätzen zu populären Melodien (sowohl Volkslieder als auch Opernarien) besteht.
Zu unterscheiden ist das Quatuor concertant vom um 1800 entstandenen Quatuor brillant, in dem die erste Violine dominiert und von den drei anderen Stimmen begleitet wird.

## Wichtige Pariser Streichquartettkomponisten von 1770 bis 1789
- François-Joseph Gossec (6 Streichquartette op. 15, 1772)
- Nicholas Joseph Chartrain (36 Streichquartette, 1772–1785)
- Pierre Vachon (24 Streichquartette, ca. 1772 – ca. 1782)
- Joseph Bologne de Saint-Georges (18 Streichquartette, 1773–1785)
- Jean-Baptiste Davaux (25 Streichquartette, 1773–1807)
- Giuseppe Cambini (174 Quartette, 1773–1805, darunter einige mit Flöte)
- Etienne Bernard Barrière (18 Streichquartette, 1776–1782)
- Jean-Baptiste Bréval (18 Streichquartette, 1776–1785)
- Nicolas Dalayrac (36 Streichquartette, 1777–1781)
- Josephus Fodor (24 Streichquartette, 1781–1789)
- Giovanni Battista Viotti (15 Streichquartette, 1783–1817)
- Federigo Fiorillo (15 Streichquartette, 1786–1799)